# ليدي شارلوت إليوت
ليدي شارلوت إليوت (بالإنجليزية: Lady Charlotte Elliot)‏ (22 يوليو 1839 في المملكة المتحدة - 15 يناير 1880)؛ كاتِبة وشاعرة بريطانية.

## روابط خارجية
- ليدي شارلوت إليوت على موقع ميوزك برينز (الإنجليزية)